# Combat de Mufilo
Campagne du Portugal contre les Ovambo
Le combat de Mufilo est une bataille livrée le 27 août 1907, dans le Sud-Angola, pendant la guerre menée par le Portugal contre les Ovambo (1904-1907). 

## La bataille
En 1904, les Cuamato, un groupe ethnique appartenant au peuple des Ovambo, infligent à la bataille de Vau-de-Pembe une terrible défaite aux troupes portugaises qui tentaient de conquérir leur territoire. Pendant les trois années qui suivent, le Portugal n'entreprend rien de sérieux contre ses redoutables ennemis, se contentant d'édifier un fort (forte Roçadas), sur la rive gauche du fleuve Cunene, qui marque la frontière entre les régions sous autorité lusitanienne et le pays des Ovambo, et d'effectuer quelques opérations de reconnaissance ponctuelles. Cependant, ce statu quo armé ne perdure pas et le capitaine d'état-major Alves Roçadas, chargé des affaires politiques et militaires de la région, prépare l'expédition de revanche.
Le 26 août 1907, une colonne de 2 299 hommes, avec 10 canons et quatre mitrailleuses, quitte le fort Roçadas et pénètre en territoire ennemi. En face, une coalition de 20 000 / 25 000 guerriers   Ovambo (principalement des Cuamato et des Cuanhama) et Humbe, armés de 7 000 fusils modernes, les attendent. Le lendemain, le combat s'engage dans la clairière de Mufilo. La lutte est féroce, mais les Portugais l'emportent. Ils perdent 15 tués dans la bataille et ont 55 blessés; les pertes Ovambo ne sont pas connues, mais ont probablement été très lourdes.
Roçadas et ses hommes ont vengé le désastre de 1904, mais ils n'ont pas encore brisé la résistance des Ovambo, et il faut d'autres combats (Aucongo du 29 août au 4 septembre 1907, Damequero, le 13 septembre...) avant que ces derniers n'admettent leur défaite.
La conquête portugaise reste fragile: ainsi la déroute d'Alves Roçadas face aux Allemands, au combat de Naulila en 1914, incite les Ovambo à reprendre les armes et à tenter de chasser les envahisseurs, mais ceux-ci se montrent les plus forts et les écrasent à la bataille de Mongua en 1915.